# Egiptología en Argentina

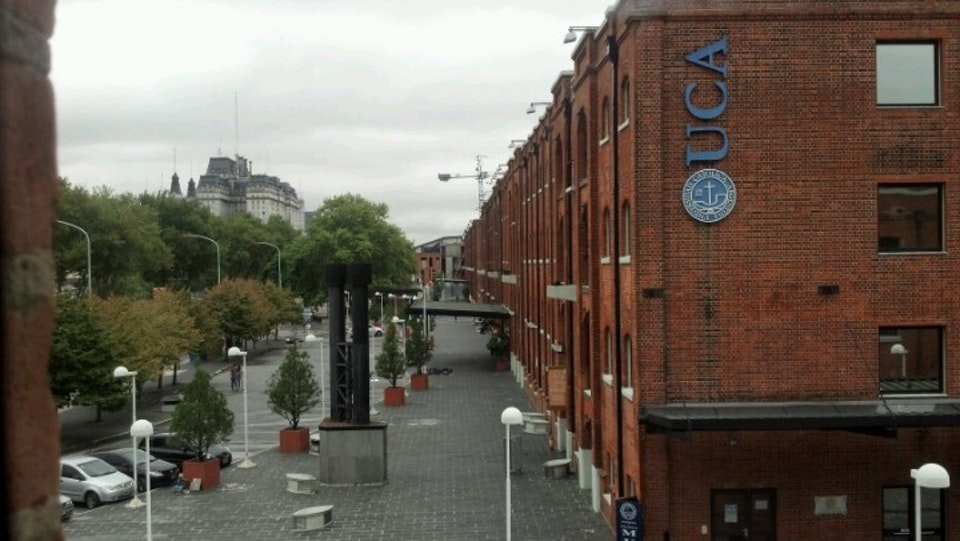
Sede del CEHAO, en el Edificio San Alberto Magno, Campus Puerto Madero de la Universidad Católica Argentina.

La egiptología se desarrolló en Argentina desde fines del siglo XIX como una disciplina amateur, y desde mediados del siglo XX como una disciplina académica y científica. 

## Historia
A fines del siglo XIX Dardo Rocha compró algunas antigüedades en Egipto, trayéndolas a Argentina; actualmente se conservan en el Museo de Ciencias Naturales de La Plata. El pionero de los estudios académicos fue Abraham Rosenvasser, profesor en la Universidad Nacional de La Plata y la Universidad de Buenos Aires. En este último lugar fue el primer director del Centro de Estudios Orientales, luego denominado Instituto de Historia Antigua Oriental (IHAO), llevando hoy su nombre. Al IHAO luego se le sumó el Departamento de Egiptología del CONICET (con la ya difunta Unidad de Investigaciones sobre el Cercano Oriente Antiguo), el Centro de Estudios de Historia del Antiguo Oriente (CEHAO) y el Instituto de Investigaciones de la Facultad de Ciencias Sociales (IICS) de la Pontificia Universidad Católica Argentina. La disciplina se desarrolló con varias publicaciones académicas, principalmente la Revista del Instituto de Historia Antigua Oriental (RIHAO), la Revista de Estudios de Egiptología (REE) y Antiguo Oriente (AntOr).
Entre los egiptólogos argentinos de renombre debe mencionarse a Ricardo Caminos, quien enseñó en la Brown University (EE. UU.), y las discípulas de Rosenvasser Perla Fuscaldo y Alicia Daneri, ambas profesoras en la Universidad de Buenos Aires, investigadoras del  Instituto de Historia Antigua Oriental y del CONICET, y actualmente integrantes eméritas del Centro de Estudios de Historia del Antiguo Oriente.
Argentina fue el primer país sudamericano en enviar una misión arqueológica al área que comprendía el antiguo Egipto. Entre 1961 y 1963, en respuesta al pedido de la UNESCO para salvar los monumentos de Nubia amenazados por las aguas del embalse de la nueva represa de Asuán, Rosenvasser codirigió junto con Jean Vercoutter la excavación del templo de Aksha, Sudán, de la época del Reino Nuevo. Más recientemente, Perla Fuscaldo dirigió la Misión Arqueológica Argentina en Tell el-Ghaba, Sinaí, en el Camino de Horus.

## Enseñanza e investigación actuales
No existiendo el estudio de la egiptología a nivel de grado, las investigaciones y estudios se concentran en los niveles de postgrado de Historia de las universidades locales, especialmente la Universidad de Buenos Aires, la Universidad Nacional de La Plata y Pontificia Universidad Católica Argentina. En Argentina también se desarrolló fuertemente la egiptomanía, con una gran cantidad de asociaciones no-académicas dedicadas al estudio del antiguo Egipto, como el Centro de Estudios del Antiguo Egipto (CEAE) dirigido por Jorge Roberto Ogdon entre 1995 y 2007 y el Centro de Estudios de Egipto y del Mediterráneo Oriental (CEEMO).

## Instituciones científicas
- Centro de Estudios de Historia del Antiguo Oriente (CEHAO),
- Instituto de Historia Antigua Oriental (IHAO),
- Instituto de Investigaciones de la Facultad de Ciencias Sociales (IICS)
- Centro de Estudios del Antiguo Egipto y Mediterráneo Oriental (CEEMO)

## Publicaciones científicas
- Aegyptus Antiqua (AegAnt)
- Antiguo Oriente (AntOr)
- Apuntes de Egiptología (CEAE)
- Damqatum
- Monografías sobre el Antiguo Cercano Oriente (ANEM)
- Revista de Estudios de Egiptología (REE)
- Revista del Instituto de Historia Antigua Oriental (RIHAO)

## Egiptólogos
- Ricardo Caminos
- Alicia Daneri
- Perla Fuscaldo
- Abraham Rosenvasser
- Jorge Roberto Ogdon
- Roxana Flammini